# Eutelia exquisita
Eutelia exquisita là một loài bướm đêm trong họ Noctuidae.